# Бандиленко, Геннадий Георгиевич
Геннадий Георгиевич Бандиленко (10 июня 1946, Москва — 28 февраля 2002, Москва) — советский и российский учёный-востоковед, специалист по древней истории Индонезии.

## Биография
В 1970 году окончил индонезийское отделение Института восточных языков при МГУ. В 1974 году защитил диссертацию на ученое звание кандидата исторических наук. В последующем читал курс древней истории Индонезии, Малайзии и Филиппин сначала в должности преподавателя, а затем доцента. Был членом Общества Нусантара и московского центра Русского географического общества.

## Семья
- Отец Георгий Ильич Бандиленко (1907—1996), советский офицер
- Мать Анастасия Григорьевна Бандиленко (1914—1996)
- Сестра Бандиленко Людмила Георгиевна (р. 1939), врач-терапевт
- Жена Бандиленко Елена Алексеевна (р. 1941), ст. научный сотрудник музеев Московского кремля
- Дочь Бандиленко (Скворцова) Юлия Геннадьевна (р. 1967), член Союза художников — педагогов города Москвы
- Сын Бандиленко Вадим Геннадиевич (р. 1972)

## Публикации
- «Книга царей» — культурно-исторический памятник средневековой Индонезии // Вестник Московского Университета. Серия 13. Востоковедение. 1973, № 1, с. 30—37.
- Развитие культуры средневековых индонезийских государств 7—15 вв. по материалам искусства и архитектуры. Кандидатская диссертация. М. ИСАА при МГУ, 1974, 309 с.
- Власть монарха в Сингасари и раннем Маджапахите (к анализу санскритских и яванских детерминативов) // Региональная и историческая адаптация культур в Юго-Восточной Азии. М.: Общество Нусантара, Русское географическое общество, 1982, с. 33—51.
- Культура и идеология средневековых государств Явы. Очерк истории VIII—XV вв. Главная редакция восточной литературы издательства М.: Наука, 1984.
- Типология обозначения монарха и его развития в средневековом яванском обществе // Типология основных элементов традиционной культуры. М., 1984, с. 221—243.
- Балийская мифология // Мифы народов мира. Энциклопедия в 2-х томах. Том 1. М.: Советская энциклопедия, 1987, с. 151—153.
- Разделы по Индонезии // История стран Азии и Африки в средние века. В 2-х частях. М.: МГУ, 1987 (совместно с Д. В. Деопиком). Часть 1 — с. 64—68; 279—285. Часть 2 — с. 175—177
- Семар // Мифы народов мира. Энциклопедия в 2-х томах. Том 2. М.: Советская Энциклопедия, 1988, с. 424.
- Изучение традиционной балийской культуры в зарубежной историографии // Народы Азии и Африки, 1989, № 2, с. 176—189.
- Атрибуты власти и монархическая концепция. К вопросу о регалиях и ритуализованных действах как фигурантах политической истории средневековой Нусантары // Малайско-индонезийские исследования. Выпуск XII. М.: Общество Нусантара, 1999, с. 5—22.
- К вопросу о сакральной типологии власти в ранних государствах Западной Нусантары // Малайцы: этногенез, государственность, традиционная культура. М.: Общество Нусантара, Русское географическое общество, 1991, с. 11—23.
- Религиозная концепция монарха и образ горы в средневековых государствах Нусантары // Вестник МГУ. Серия 13. Востоковедение. № 4, 1992, с. 13—25.
- История Индонезии. Часть 1. М.: Издательство Московского университета, 1992. ISBN 5-211-02202-5 (4.1); 5-211-02172-X (совместно с Гневушевой Е. И., Деопиком Д. В., Цыгановым В. А.)
- Центры власти и власть центра // Города-гиганты Нусантары. М.: Общество Нусантара, 1995, с. 18—35.
- Новонайденная средневековая надпись // Индонезия, Малайзия, Филиппины. СПб: Петербургский государственный университет, 1995, с 23—24.
- Индуизм в Юго-Восточной Азии // Словарь. Индуизм, джайнизм, сикхизм. M., 1996, с. 209—216.
- Монархии Нусантары в VII—XV вв. М.: МГУ, 2004, 198 с.